# ГАЗель City
ГАЗель City — каркасный низкопольный автобус малого класса Горьковского автомобильного завода для пассажирских перевозок, а также для людей с ограниченными физическими возможностями.

## История
Первый опытный экземпляр российского каркасного малого автобуса «Группы ГАЗ» для городских маршрутов был представлен на выставке MIMS 2005 — это была трёхосная модель ПАЗ-3010 «Сity», созданная на основе модели Kutsenits City.
В 2007 году были выпущены модель VDL-НефАЗ-32997 и модель на базе «ГАЗели» — ЯлАЗ-32011 «Пионер» Ялуторовского автомобильного завода. В 2012 году появились модели Тула-2221 автомобильного завода «ТулаБус» и опытная модель ГАЗ-32219.

## ГАЗель «Citiline»
ГАЗель NEXT «Citiline» была впервые представлена на выставке «КомТранс» 2012 года.
Автобус имеет удлинённую базу с высокой крышей и комфортабельный салон с обширным панорамным остеклением, увеличивающим обзор. В версии с однорядной дверью имеется запасной выход сзади правого борта. В 2017 году была выпущена модификация с 20 сидячими местами, а в следующем году появились модификации с двойной дверью и местами для инвалидов на базе ГАЗ-A60R42 и ГАЗ-A60R45.
В 2021 году дизельные модификации «Citiline» стали замещаться более современным полунизкопольным автобусом ГАЗель «Сity» с тем же двигателем, серийно выпускались лишь версии с газово-бензиновым двигателем (LPG).

### Модификации[9]

#### «Городской — Пригородный»
- 16-20 сидячих мест, одностворчатая или двухстворчатая входная дверь, в зависимости от модификации. Двигатель Cummins дизельный E-4 или бензиновый ГБО УМЗ Evotech E-5. В пригородных модификациях, в отличие от городских, запрещена перевозка стоящих пассажиров[10].

#### «Туристический»
- 15 сидячих мест, отсутствие мест для людей с огр. возможностями, одна дверь.

#### «Школьный»
- 21 сидячее место (для детей) и 1 место (для взрослых, не учит. вод.), отсутствие мест для людей с огр. возможностями, одна дверь. Двигатель Cummins дизельный E-4 или бензиновый ГБО УМЗ Evotech E-5

| Модель                              | Годы выпуска | Количество | Примечания  | Изображение |
| ----------------------------------- | ------------ | ---------- | ----------- | ----------- |
| ГАЗ-A64R42 (ГАЗель Next «Citiline») | 2013—2023    | 21053      | городской   |             |
| ГАЗ-A63R42 (ГАЗель Next «Citiline») | 2013—2020    | 2742       | пригородный |             |
| ГАЗ-A64R45 (ГАЗель Next «Citiline») | с 2016       | 6004       | городской   |             |
| ГАЗ-A63R45 (ГАЗель Next «Citiline») | 2016—2018    | 380        | пригородный |             |
| ГАЗ-A67R42 (ГАЗель Next «Citiline») | 2016—2023    | 284        | школьный    |             |
| ГАЗ-A60R42 (ГАЗель Next «Citiline») | 2017—2020    |            | городской   |             |
| ГАЗ-A67R43 (ГАЗель Next «Citiline») | с 2018       | 1178       | школьный    |             |
| ГАЗ-A68R52 (ГАЗель City)            | с 2020       | 3025       | городской   |             |
| ГАЗ-A68R5E (ГАЗель e-City)          | с 2022       | 5          | электробус  |             |

## ГАЗель «Сity»
Новый низкопольный каркасный автобус на базе ГАЗели NEXT впервые был показан на международной выставке «Busworld-2016». В следующем году на выставке «КомТранс» ГАЗ представил мини-электробус «VAHTAN» на этой же основе, а в 2019 году на «КомТрансе» был показан вариант этого автобуса, с новым дизайном и оптикой от ГАЗели NN, который в итоге и пошёл в серийное производство.
Технически «ГАЗель City» близка к своим грузовым аналогам. Автобус предлагался с дизельным двигателем Cummins ISF2.8 мощностью 139,7 лошадиных сил и пятиступенчатой коробкой передач от модели ГАЗель NEXT, а также дисковыми тормозами. Полукапотный рамный автобус с двигателем впереди и задним приводом, двухстворчатые двери выносного типа с электроприводом, низкопольная накопительная площадка, откидывающийся пандус для входа/выхода маломобильных пассажиров или пассажиров с детскими колясками. Пневматическая подвеска позволяет изменять высоту пола от 250 мм на остановке до 330 мм при движении. Пассажировместимость в базовой комплектации — 17 сидячих мест, при перевозке одного маломобильного пассажира — 14 сидячих мест.
С ноября 2022 года автобус оснащается новым двигателем GAZ G21.
В сентябре 2023 года представлена туристическая версия автобуса.
В 2024 году начался серийный выпуск электробусов ГАЗ-A68R5E.

#### Эксплуатация
- В декабре 2020 года и начале 2021 года прошла поставка автобусов в Ереван[22].
- В 2021 году, с 11 мая по 1 сентября, ГУП «Мосгортранс» проводил тестовую эксплуатацию 1 автобуса ГАЗель City[23].
- Летом 2021 года в Сочи поступил один автобус[24].
- В 2022 году 2 автобуса поставлены в Мурманскую область[25]. Также 7 машин начали работу в Санкт-Петербурге в рамках «Новой модели транспортного обслуживания»[26].
- В июне 2023 года в Курск поступило 26 единиц в рамках Транспортной реформы.[27]
- В 2023 году в Москве ГУП «Мосгортранс» начал тестовую эксплуатацию 1 электробуса ГАЗель e-City[28]. В декабре того же года одно из частных предприятий, обслуживающих московские маршруты, ООО «Гортакси», вывело на маршруты новые автобусы ГАЗель City. Данные автобусы, в отличие от остальных выпускаемых с 2022 года автобусов ГАЗель City, оснащены двигателями Cummins ISF2.8[29][30]. В 2025 году в Москве ГУП «Мосгортранс» начал вторую тестовую эксплуатацию 1 электробуса ГАЗель e-City[31].
- С декабря 2023 года по март 2024 года в Астрахани запущены автобусы малого класса ГАЗель City[32].
- В 2024 году запущены электробусы малого класса ГАЗель e-City в Южно-Сахалинске[33].
- В 2024 году в Сочи начал тестовую эксплуатацию 1 электробуса ГАЗель e-City[34].

## Галерея

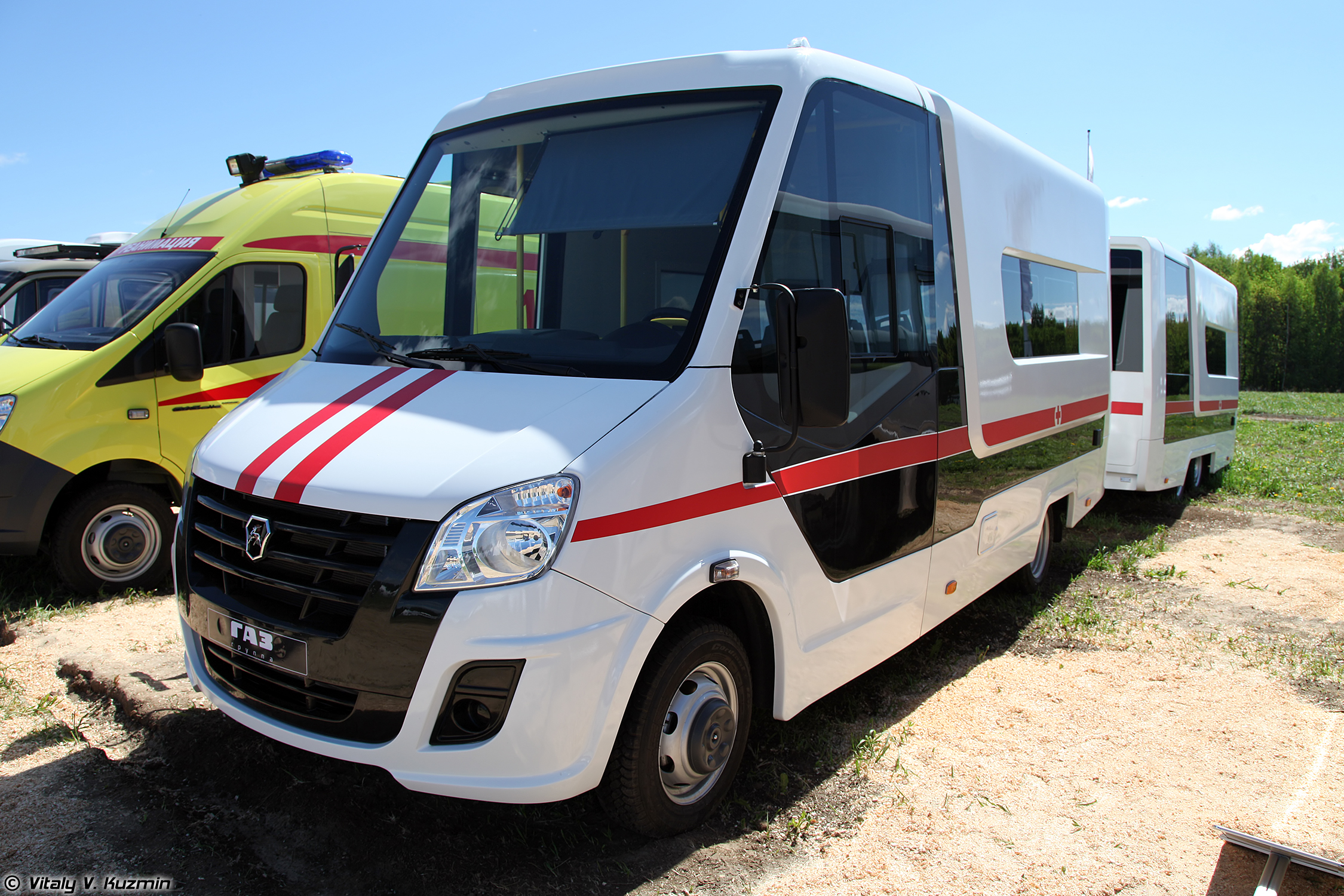
Проект «Мобильный медицинский центр»
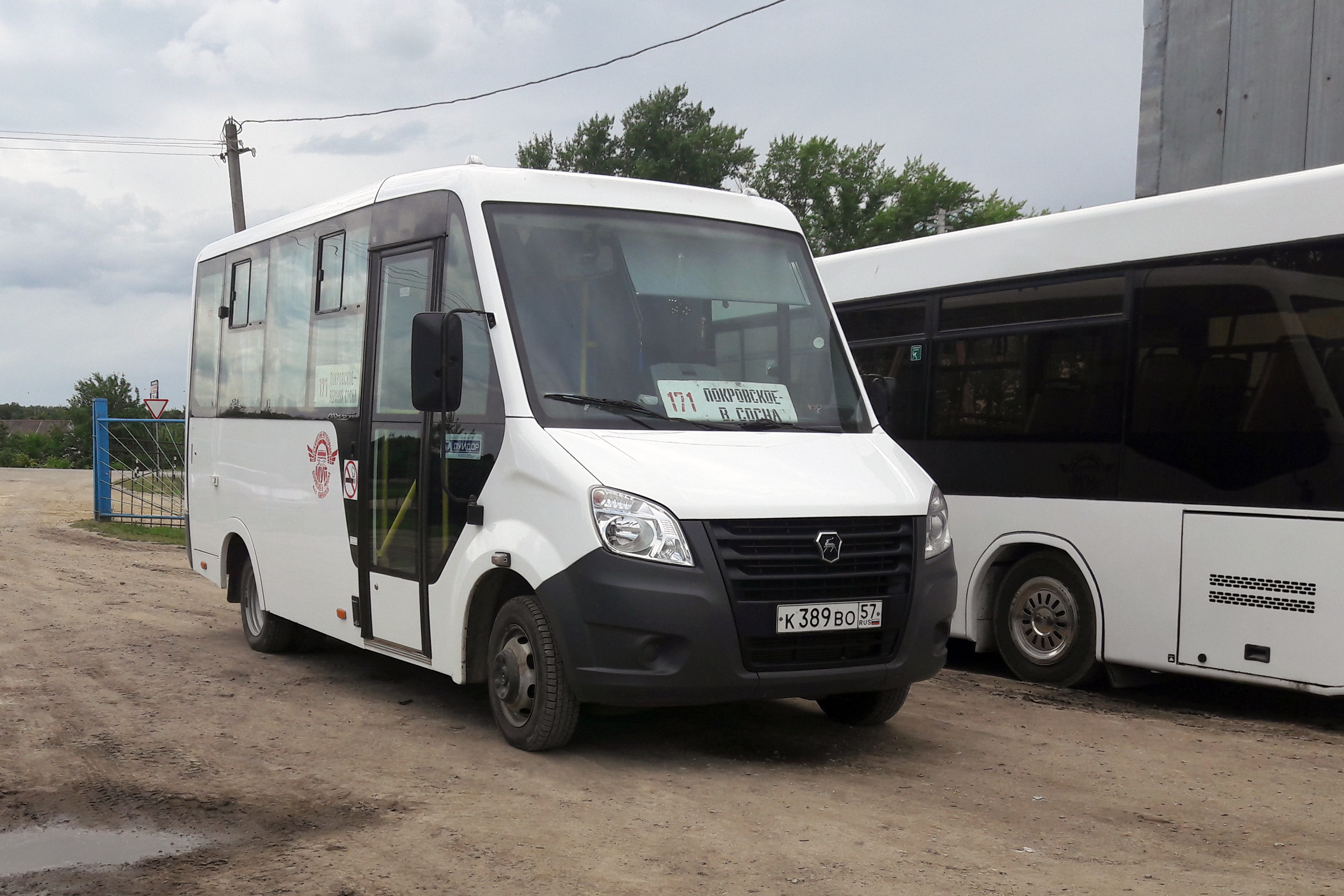
Версия с одной дверью (не учит. запасную)
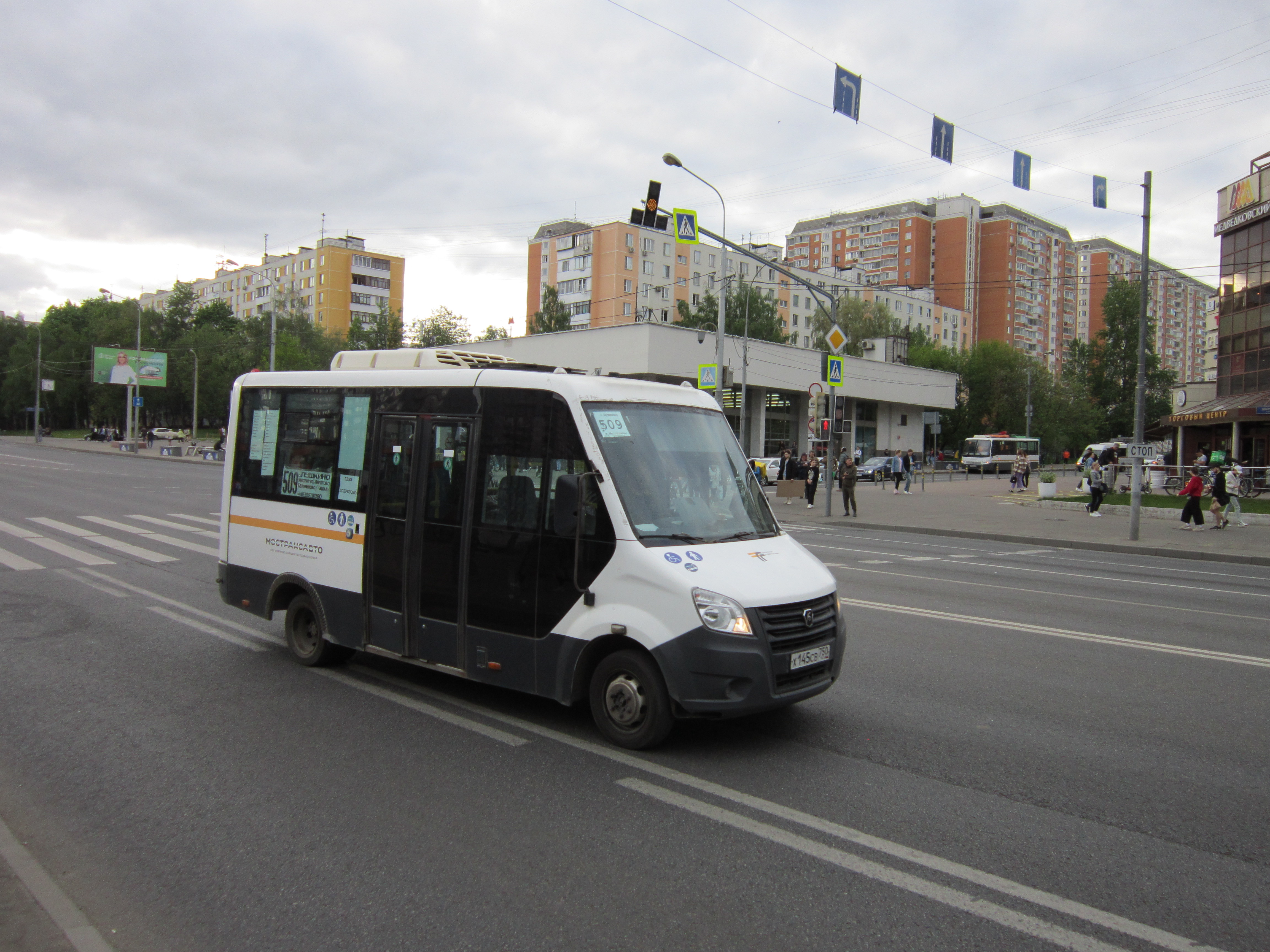
Луидор-2250DS (версия с одной широкой двустворчатой дверью, не счит. запасную, с возможностью посадки МГН в автобус)
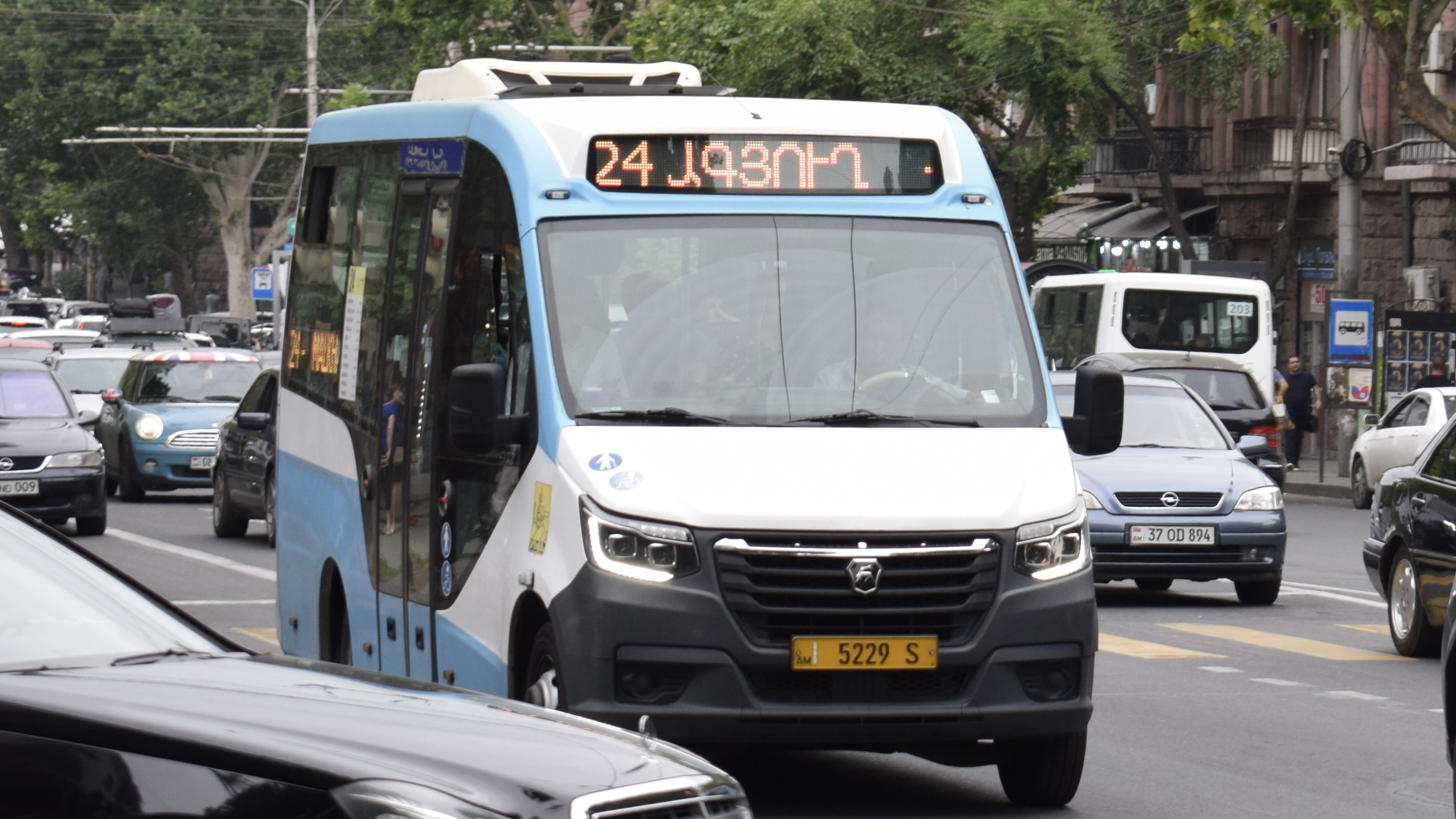
ГАЗель City в Ереване
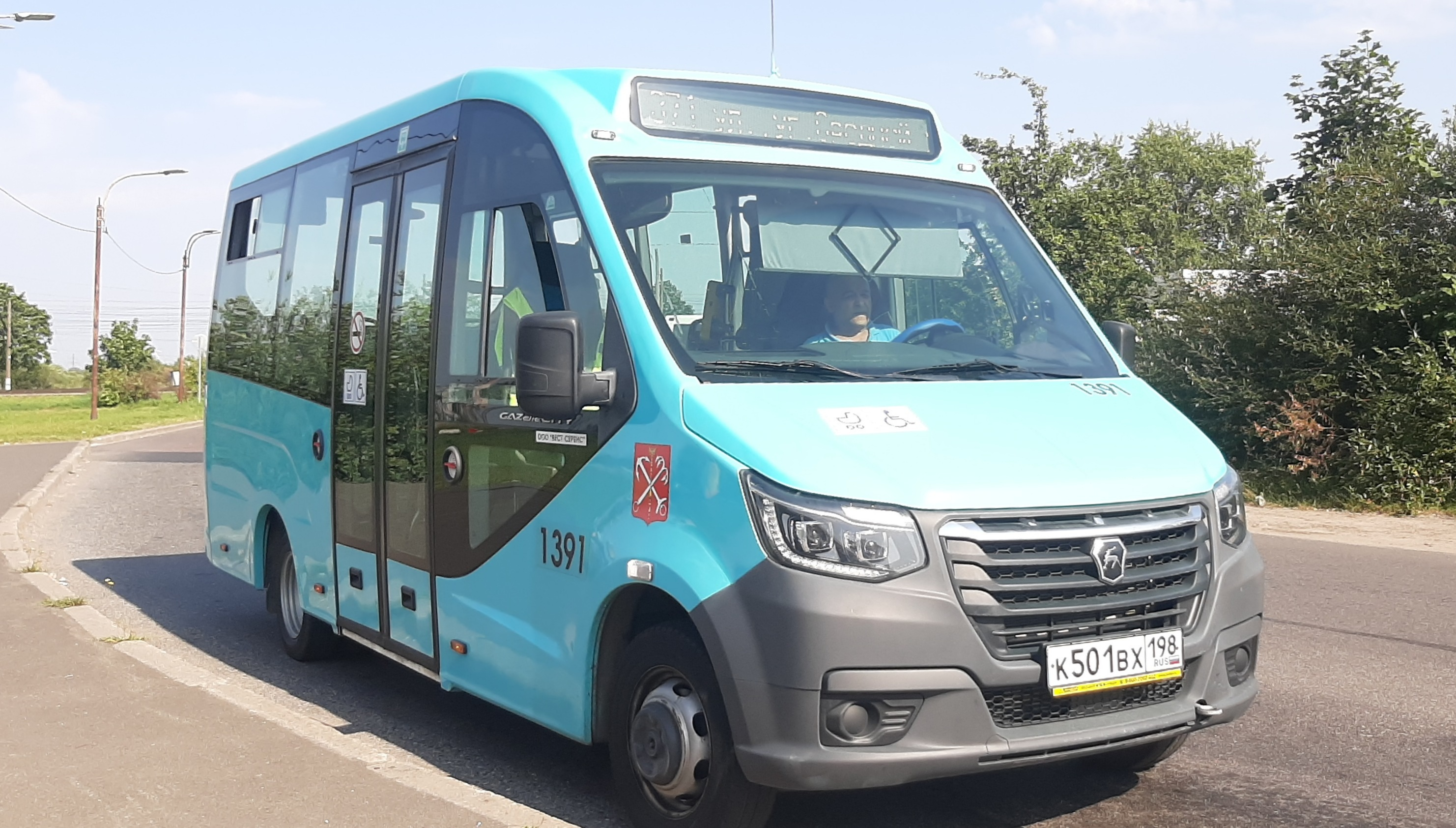
ГАЗель City в Санкт-Петербурге
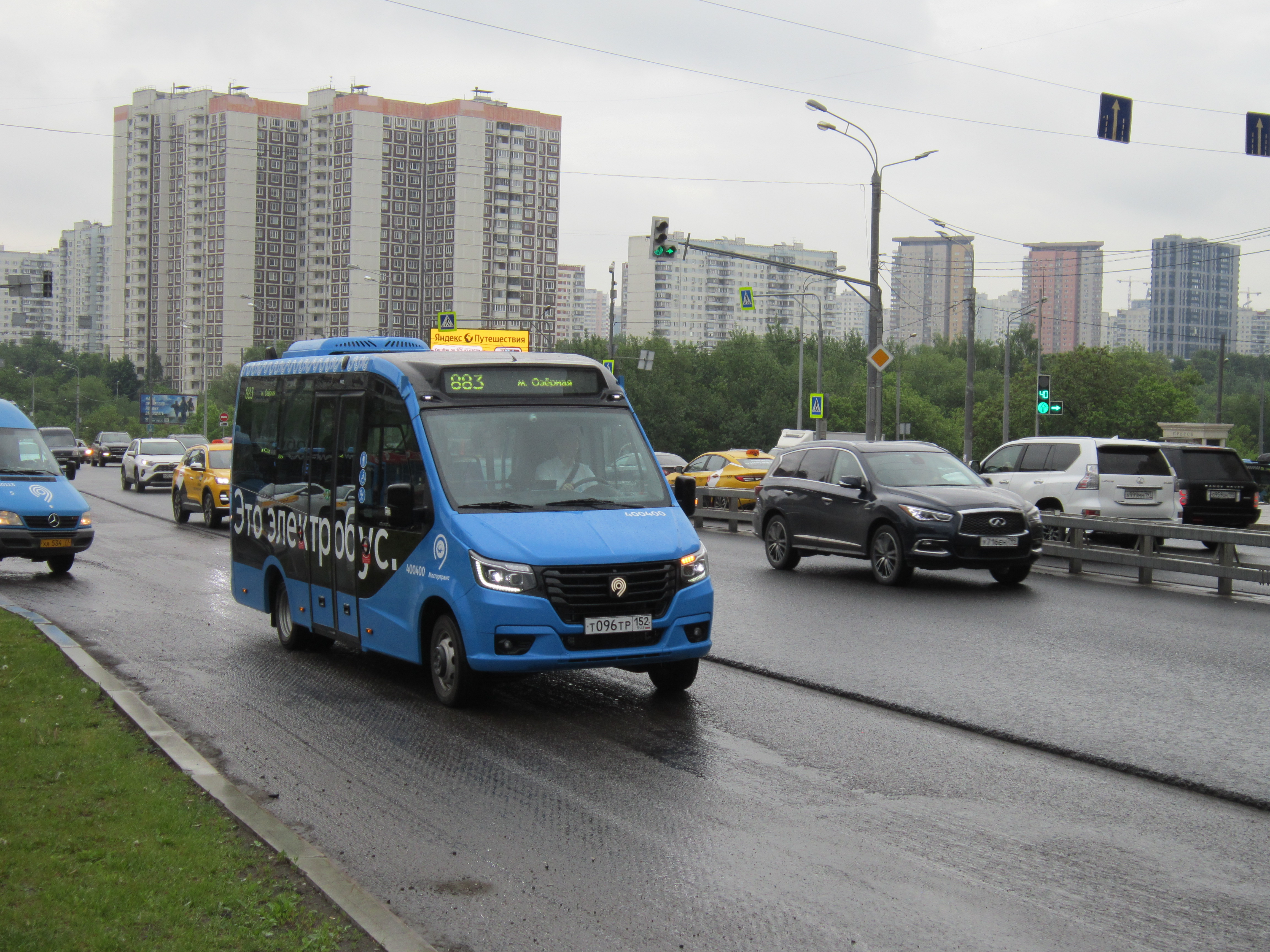
ГАЗель e-City (электробус) в Москве
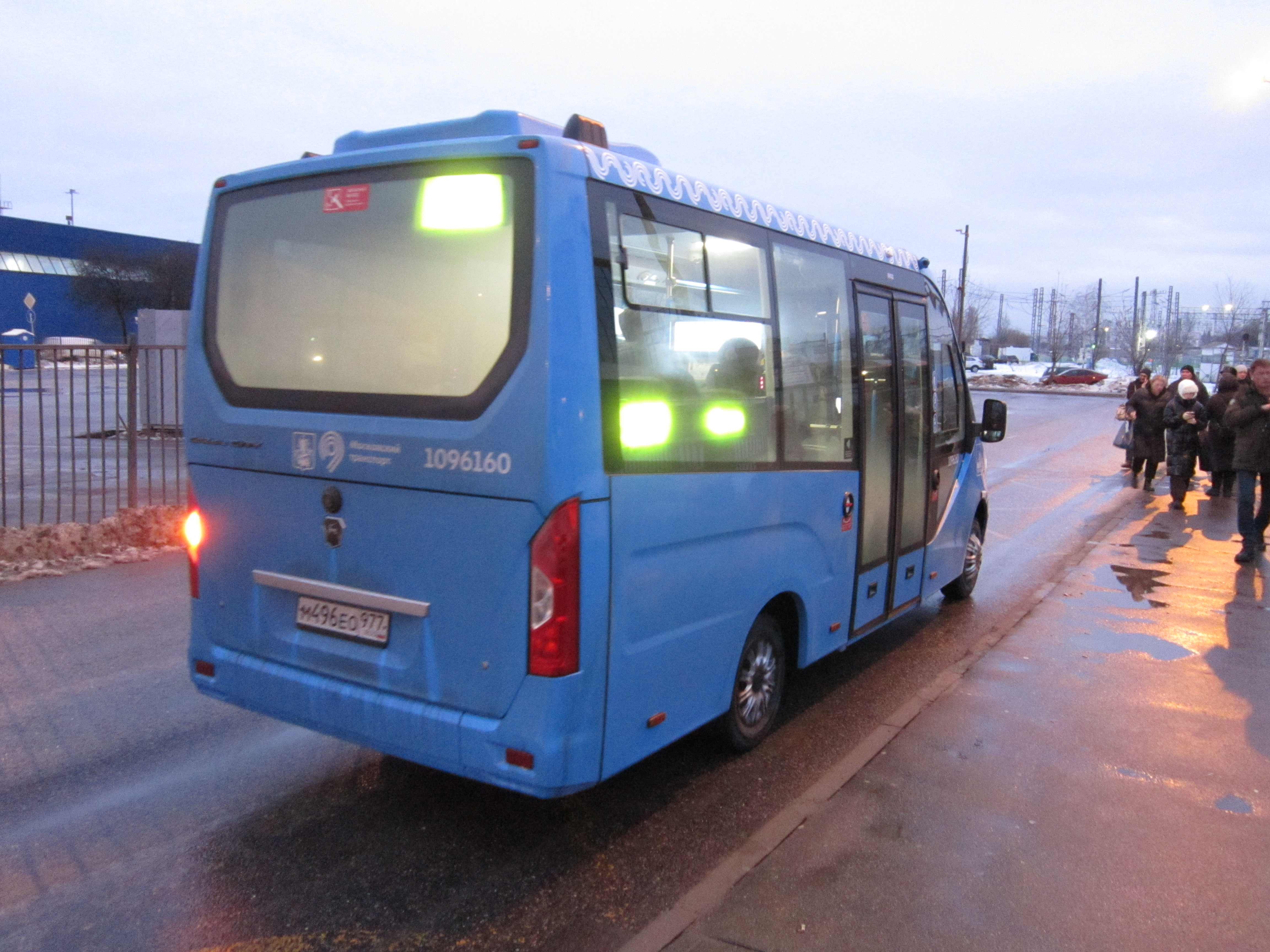
ГАЗель City в Москве
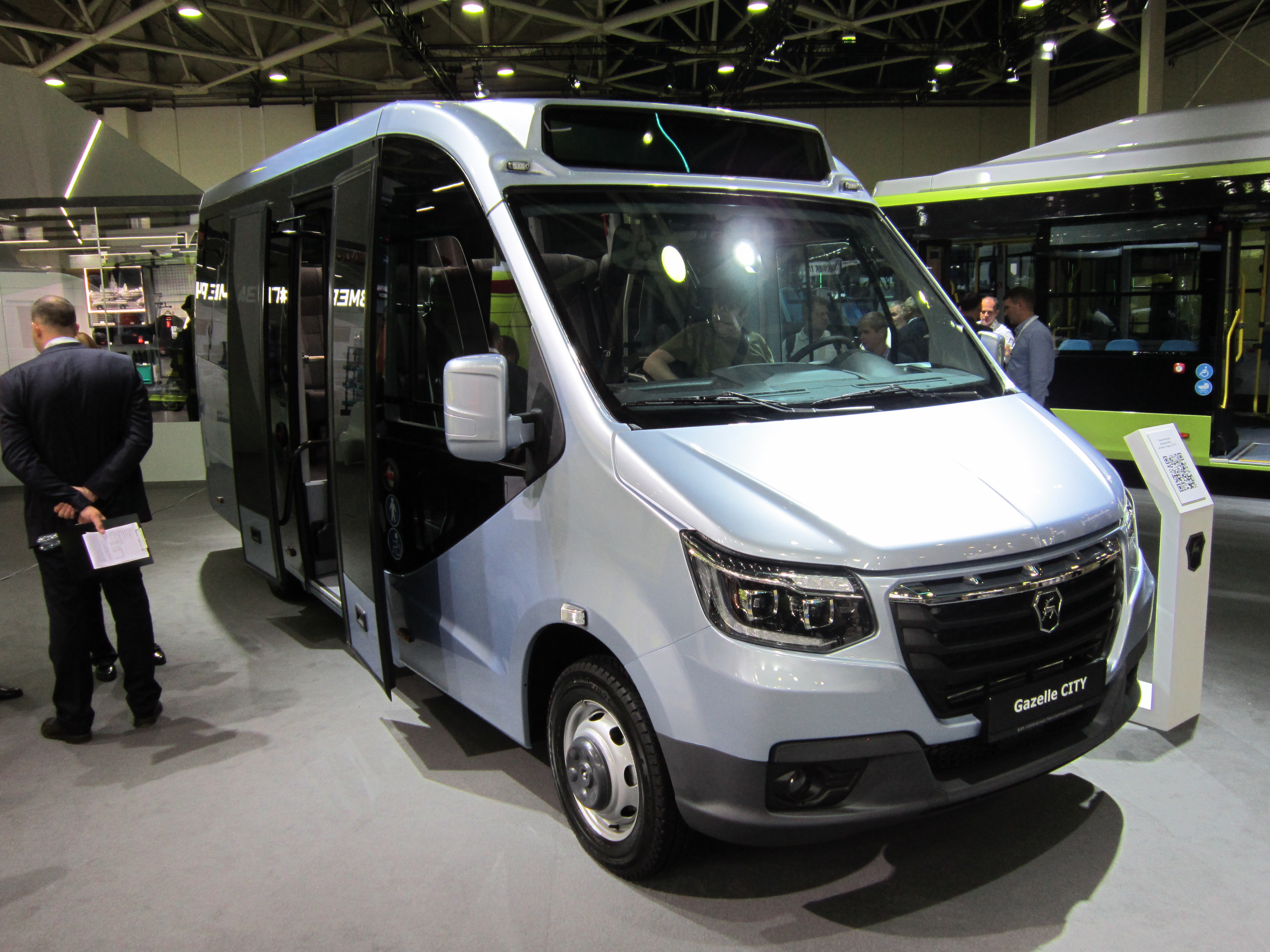
Туристический автобус на базе ГАЗель City. Стикер «Инвалид» на данном экземпляре нанесён ошибочно: в данной версии места для МГН не предусмотрены
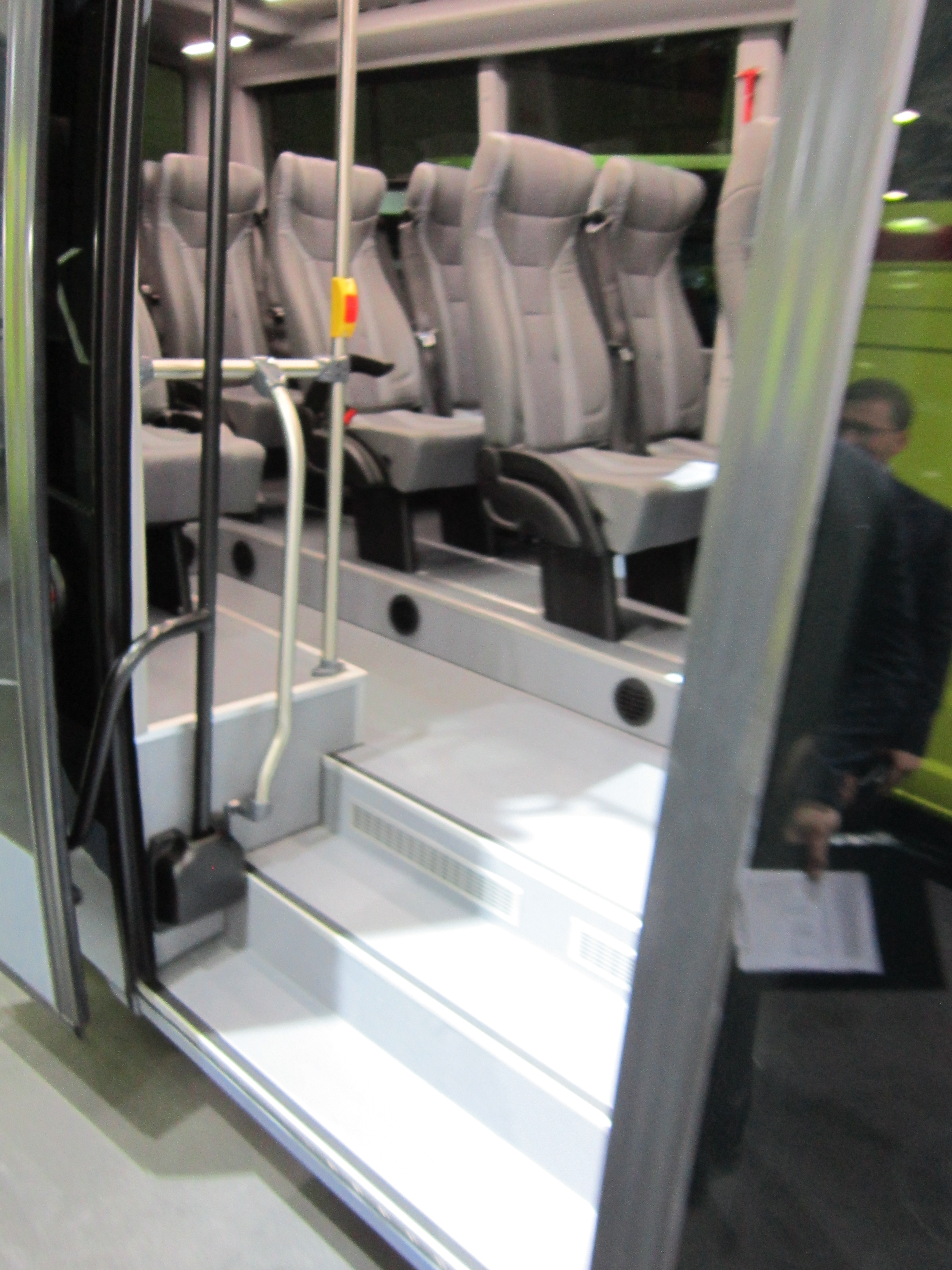
Вход в туристический автобус на базе ГАЗель City
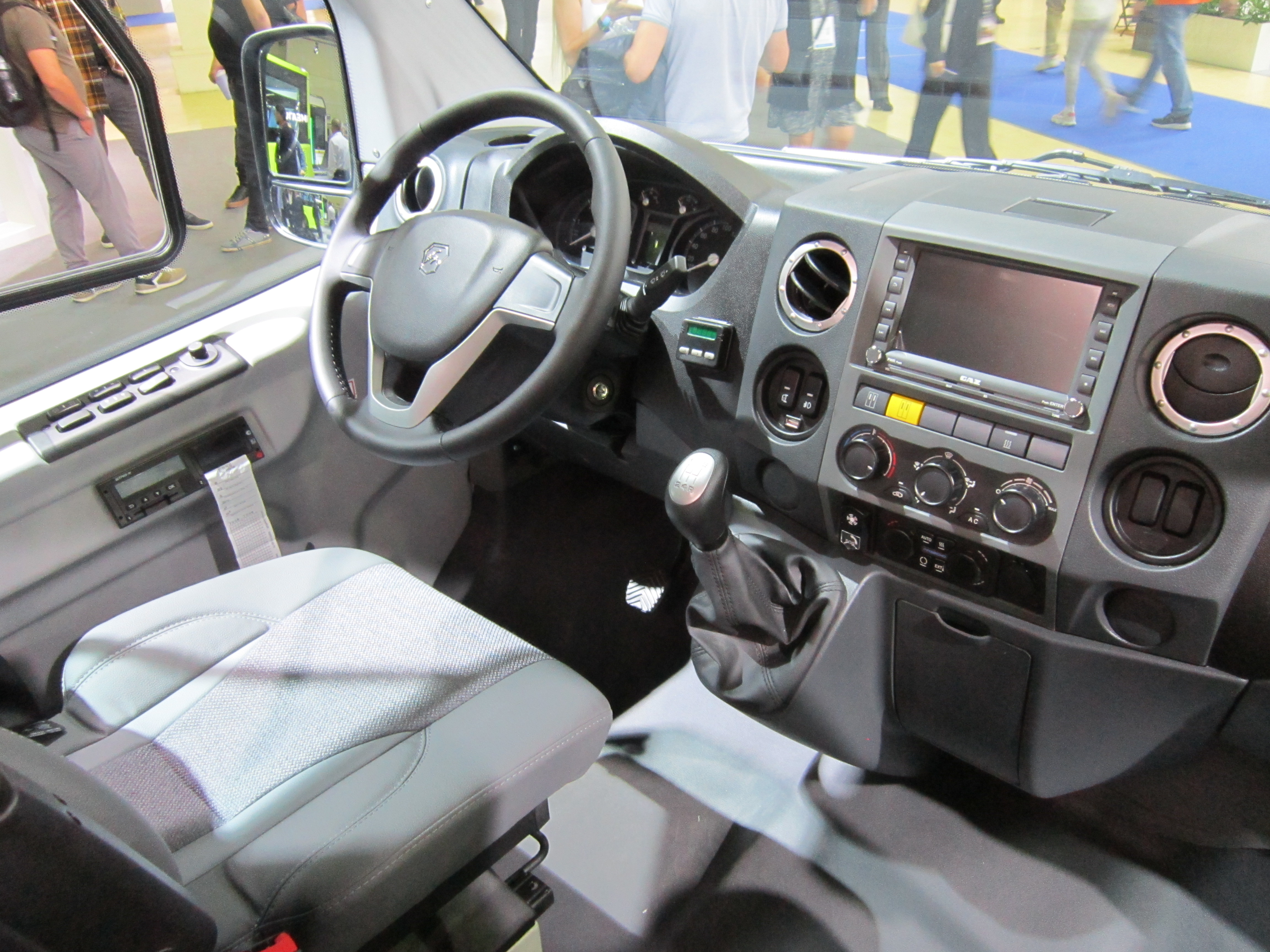
Кабина водителя туристического автобуса на базе ГАЗель City
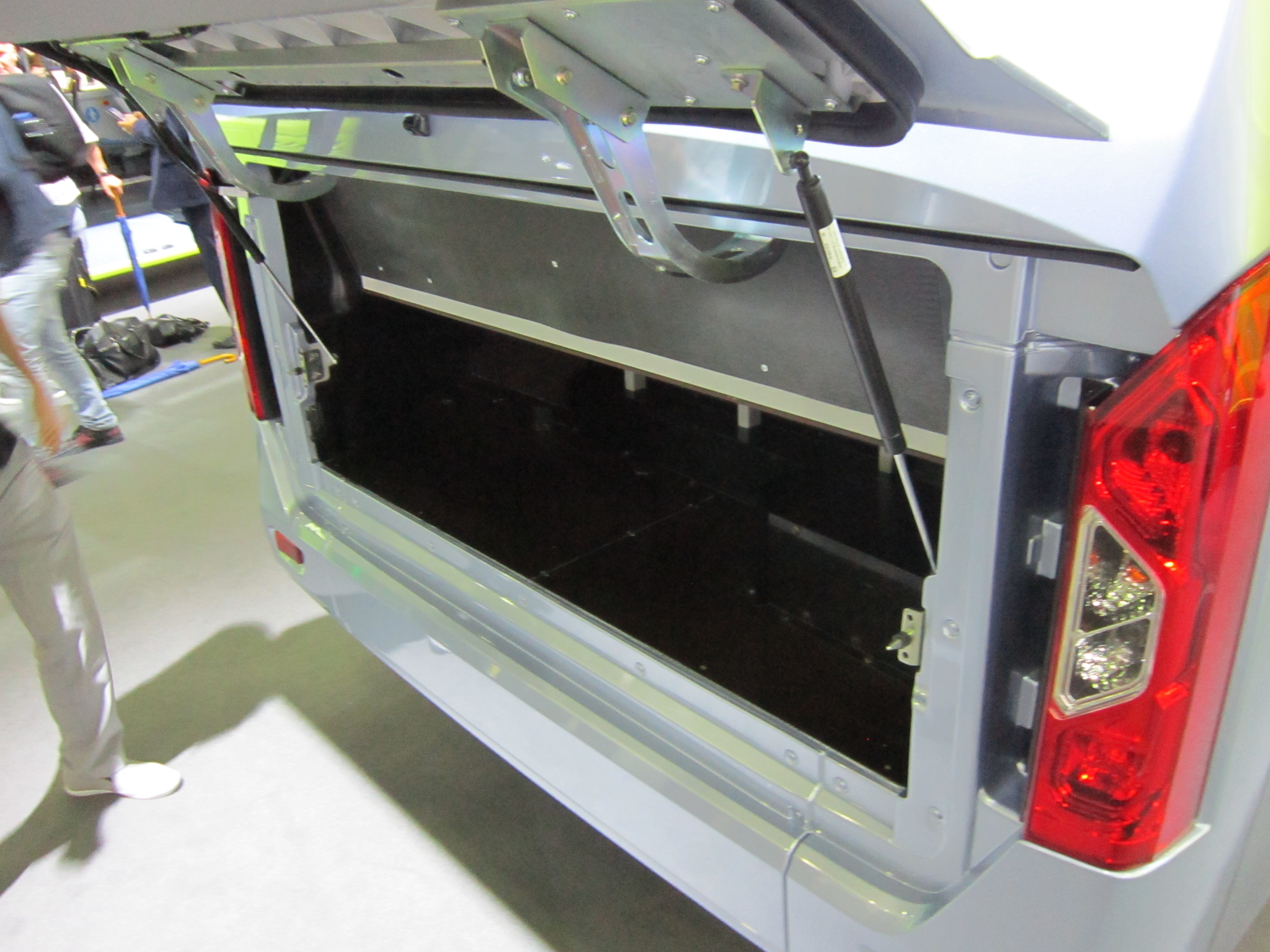
Багажный отсек туристического автобуса на базе ГАЗель City
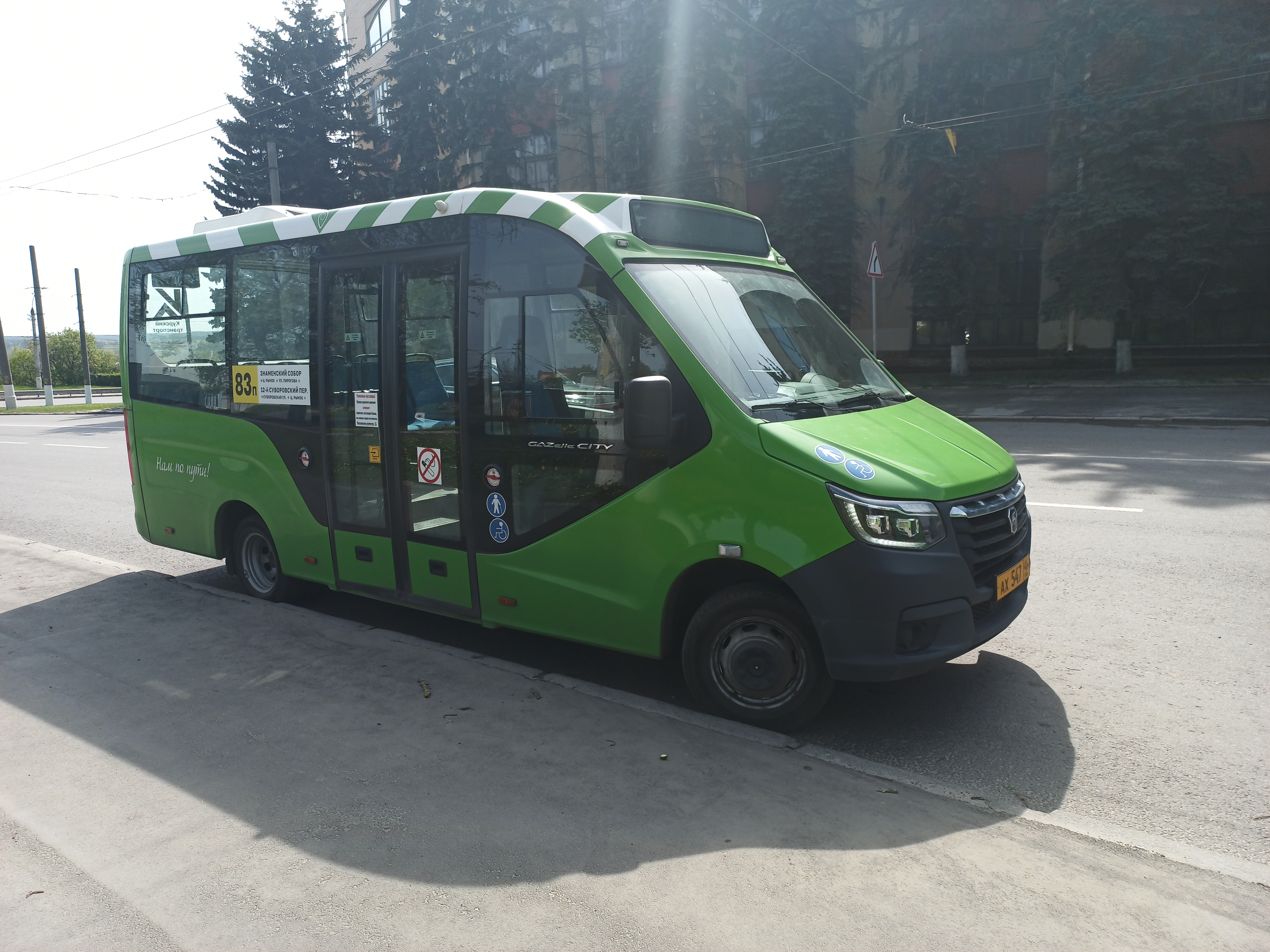
ГАЗель City в Курске